# Marcel Roux

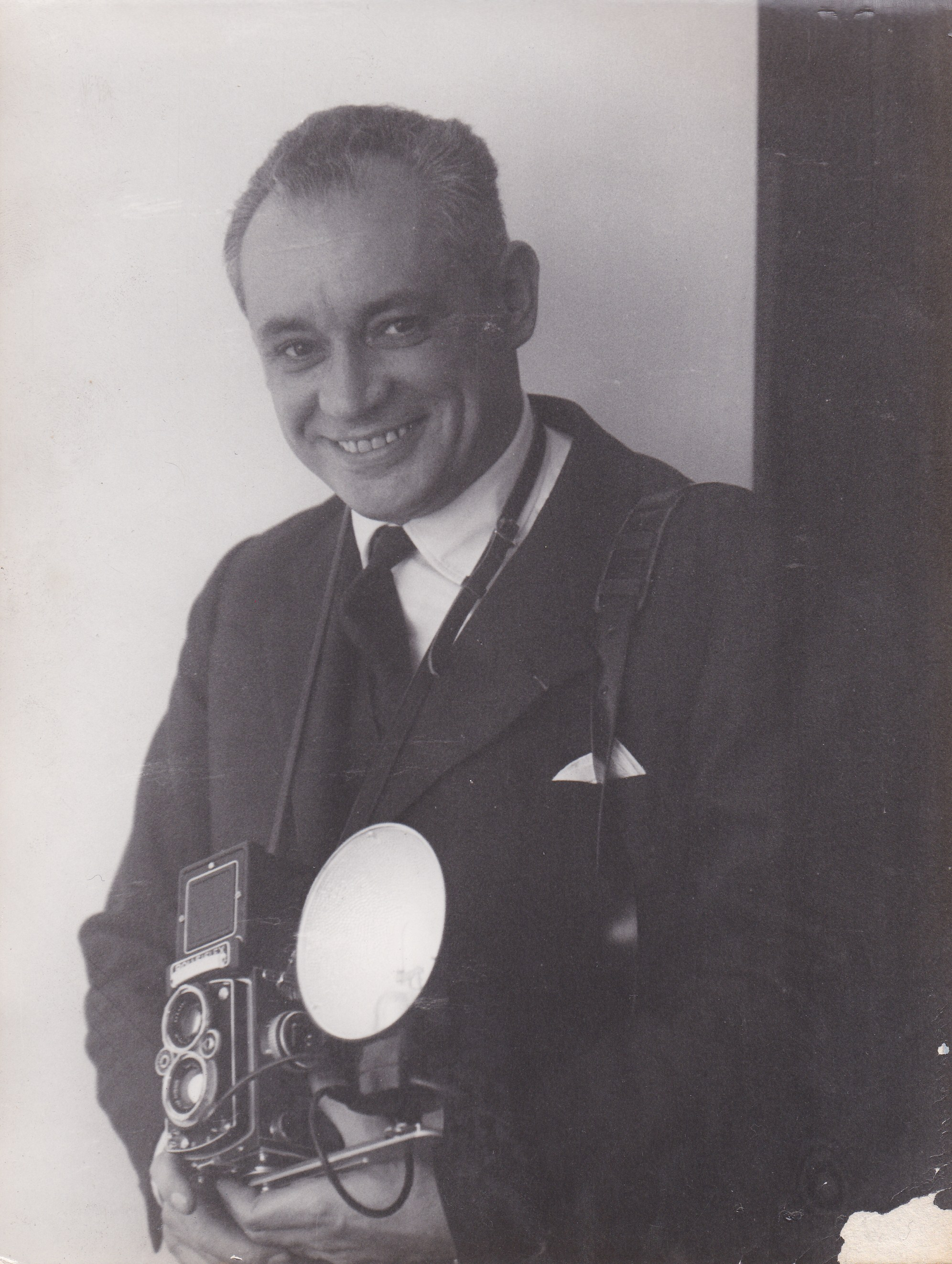
Marcel Roux (1962)

Marcel Roux (* 17. Juli 1909 in Bellac; † 6. Juni 1993 in Paris) war ein französischer Architekt des Funktionalismus und Stadtplaner.

## Leben
Marcel Roux studierte Architektur an der École des Beaux-Arts in Orléans und von 1932 bis 1936 am Institut d’Urbanisme der Universität Paris, die er mit einem Diplom abschloss. Im Anschluss war er Mitarbeiter von Henri Prost und arbeitet mit ihm am Plan von Groß-Paris.
Im Jahr 1939 wurde er zum Militärdienst einberufen und geriet im folgenden Jahr in deutsche Kriegsgefangenschaft, aus der er nach Algier flüchten konnte. Dort wurde er 1944 Abteilungschef für Städtebau im Kommissariat für Unterricht und Kunst der provisorischen Regierung der Französischen Republik.
Im Oktober 1945 berief der französische Gouverneur im Saarland Gilbert Grandval Roux auf Empfehlung von André Sive zum Leiter der Abteilung für Wiederaufbau und Stadtplanung bei der Militärregierung des Saarlandes. Die Abteilung sollte für den Wiederaufbau an der Saar Pläne erstellen. Roux blieb bis 1947 in dieser Position und eröffnete dann in Paris ein eigenes Architekturbüro. Außerdem war er im Redaktionskomitee der Fachzeitschrift L’Architecture d’Aujourd’hui tätig.
Zwei Jahre später wurde er stellvertretender Kabinettschef im Ministerium für Wiederaufbau und Stadtplanung von Eugène Claudius-Petit.
Im Jahr 1954 wurde er gemeinsam mit André Sive Chefarchitekt der Cité de Firminy-Vert, im Jahr 1962 wechselte er als Chefarchitekt des Stadtteils Fossés Jean Bouvier nach Colombes.

## Werke

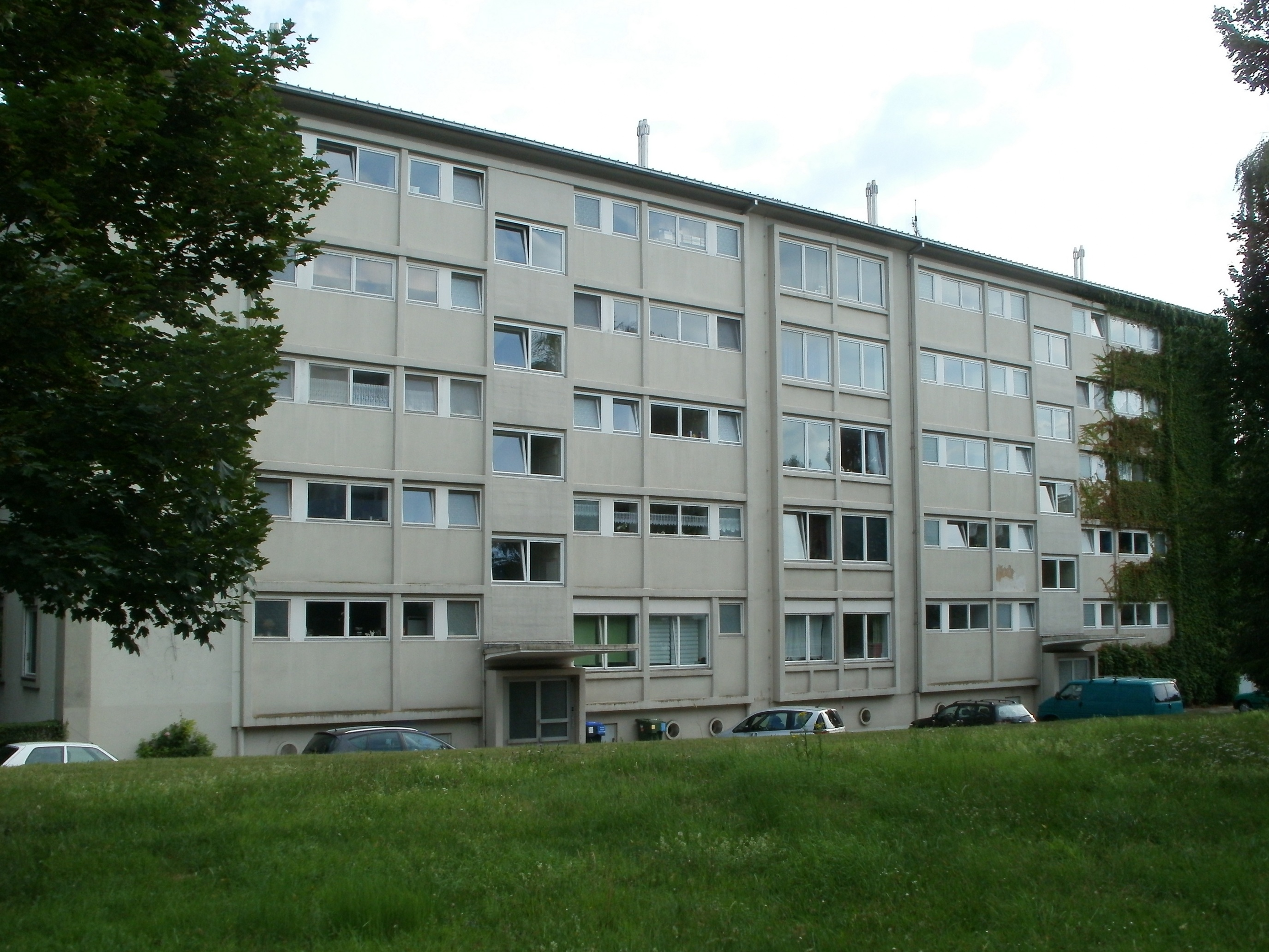
Professorenhäuser in der Hellwigstraße 17–19 in Saarbrücken

- 1932: Inneneinrichtung Haus Nr. 26, Werkbundsiedlung, Wien (mit Pierre Pinsard)
- 1933: École Karl-Marx, Villejuif (mit André Lurçat)
- 1951: Hellwigstraße 17–19 und Bayernstraße 12–14, Saarbrücken (Professorenhäuser)
- 1953–56: Wohnhäuser, Choisy-le-Roi
- 1954–65: Cité de Firminy-Vert (mit Charles Delfante, Jean Kling und André Sive)
- 1956–62: Domaine de la Peupleraie, Fresnes  (mit Charles Thomas)
- 1960er Jahre: Groupe scolaire Langevin Wallon, Colombes
- 1955: Französischer Pavillon, Weltausstellung Helsingborg
- 1956: Pavillon Paris-Match, Salon des Arts Ménagers, Paris (mit Marcel Gascoin und Émile Gilioli)
- 1962: Wochenendhaus, Rambouillet
- 1962: 35 Rue Michelet und 199–207 Boulevard Stalingrad, Colombes (Wohnhäuser mit insgesamt 140 Wohneinheiten, nicht erhalten)
- 1973: 23–25 Rue Jules Michelet, "Tour Z", Colombes (Wohnhaus mit 28 Stockwerken)